# Andreas Fischer
Andreas Fischer (även Anders Fischer eller felaktigt Andreas Fipher), död 1670 i Stockholm, var en tysk murmästare och byggledare verksam i Sverige. Han utförde bland annat murararbeten på Slottet Tre kronor, Schering Rosenhanes palats, Säby gård och Björklinge kyrka.

## Biografi

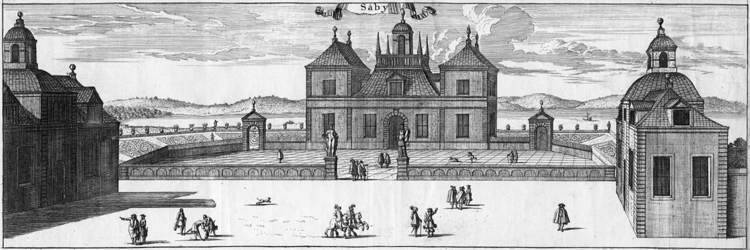
Säby gård avbildad i Suecian 1670.

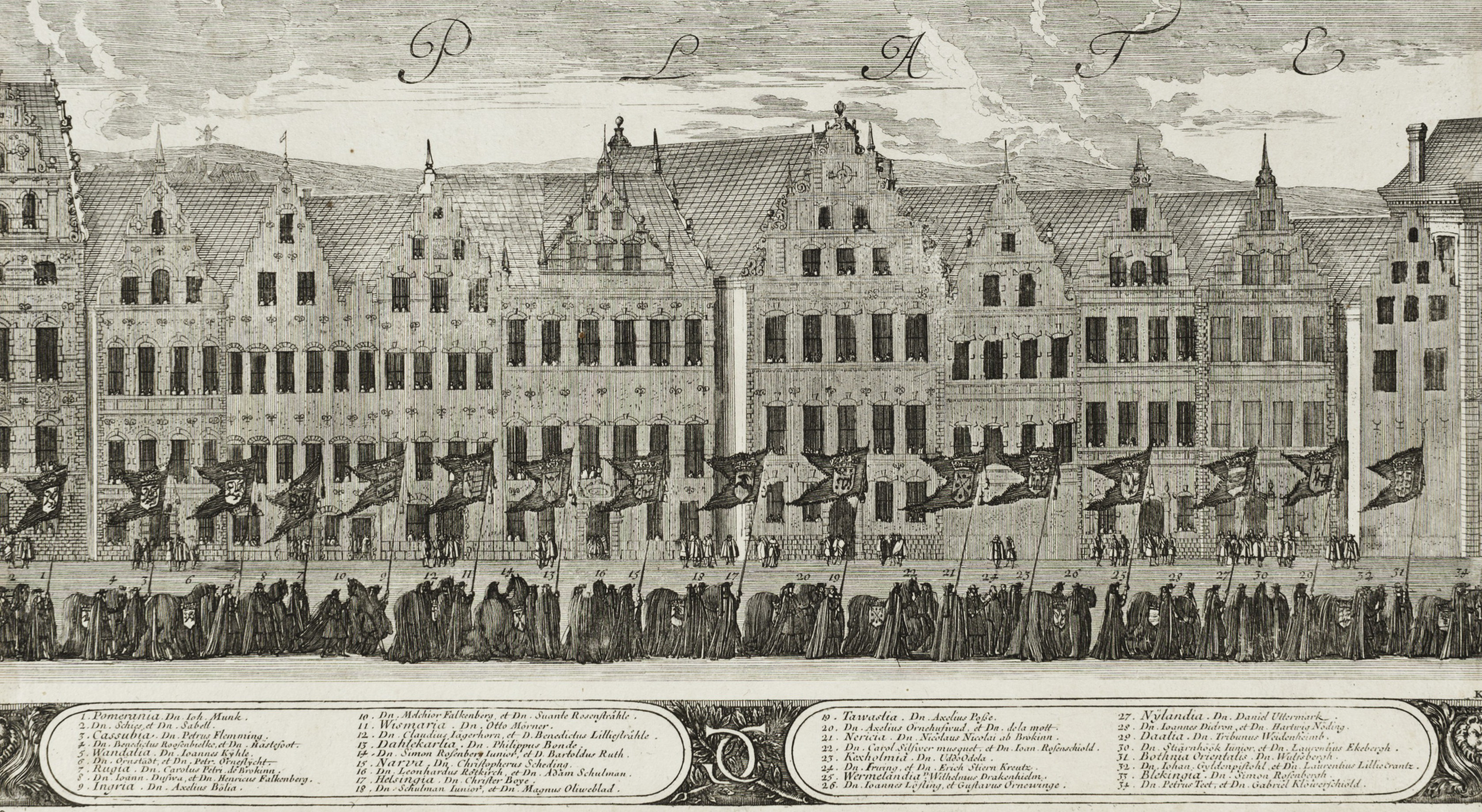
Husen i kvarteren Thisbe (t.h.) och Pyramus, på Erik Dahlbergs stick 1660. Fischers hus kan vara det 3:e från höger.

Fischer började arbeta som murmästare och byggledare under senare delen av 1630-talet.  Den 24 maj 1639 utnämndes han till mästare i murmästareämbetet i Stockholm, 1648 blev han bisittare och tjänstgjorde även som ålderman.
Han var en skicklig yrkesman och fick snart förtroende att utföra stora byggnadsuppdrag  i Stockholm och på landsorten. Under 1650-talet kom Fischer i kronans tjänst och blev verksam som murmästare för statliga byggnader, bland annat Slottet Tre kronor. I samband med Jean De la Vallées förslag för ombyggnaden av slottet utförde Fischer murningsarbetet på de nya längorna kring Smedjegården och det nya tornet i sydöstra hörnet av slottet. Där ledde Fischer  5—10 murgesäller.  
Till Fischers uppdragsgivare hörde även välbeställda privatpersoner. Bland dem överståthållaren Schering Rosenhane som 1653 beställde murararbeten för Schering Rosenhanes palats på Riddarholmen. Av Rosenhane fick Fischer även uppdraget att uppföra huvudbyggnaden för  Säby gård i nuvarande Järfälla kommun. Bland andra beställare märks Agneta Horn som år 1657 anlitade Fischer för utbyggnaden av Björklinge kyrka.
Förmodligen anlitades Fischer i början av 1640-talet av fältherren Lennart Torstensson att bygga ett stenhus, som idag kallas Schönfeldtska huset, beläget vid nuvarande Stora Nygatan / Schönfeldts gränd. Fischer blev själv en förmögen man och byggde på 1640-talet en fastighet i kvarteret Thisbe (Stora Nygatan 28) till sig och sin familj, han blev därmed granne till Lennart Torstensson. Huset hade tre våningar och var krönt av ett högt, med trappgavel försett, gavelröste mot gatan. Tegelfasaden var dekorerad med sandstenslister och ornament. Huset finns fortfarande bevarat, dock i kraftigt ombyggt och förändrat skick. Det är avbildat på Erik Dahlberghs kopparstick över Karl X Gustavs begravningståg 1660.
I en del byggnadshistoriska dokument kallas han för Fipher det beror på en feltolkning av Fischers med tyska frakturstil skrivna namnteckning.